# Cross Mesa
Cross Mesa är en platå i Antarktis. Den ligger i Sydshetlandsöarna. Argentina, Chile och Storbritannien gör anspråk på området. Cross Mesa ligger vid sjön Kiteschbach.